# Jeremy Saulnier
Jeremy Saulnier (nascut el 10 de juny de 1976) és un director de cinema, director de fotografia i guionista nord-americà.

## Carrera
El 2007, va estrenar el seu primer llargmetratge, Murder Party, que va escriure i va dirigir protagonitzat pel seu amic de la infància, Macon Blair.
El 2013, va llançar Blue Ruin, que va rebre el reconeixement de la crítica. Té un 96% a Rotten Tomatoes i un 77/100 a Metacritic. Va ser nominat al Independent Spirit John Cassavetes de 2015 i va participar a Cannes.
El 2015, Saulnier va dirigir el seu tercer llargmetratge, el thriller de terror Green Room, protagonitzat per Patrick Stewart, Anton Yelchin i Imogen Poots. La pel·lícula va ser distribuïda per A24 i té una puntuació del 90% a Rotten Tomatoes.
La següent pel·lícula de Saulnier va ser una adaptació de la novel·la de thriller de William Giraldi del 2014 Hold the Dark per a Netflix, a partir d'un guió de Macon Blair.

## Filmografia
Curtmetratge
| Any  | Títol    | Director | Guionista | DoP |
| ---- | -------- | -------- | --------- | --- |
| 1998 | Goldfarb | Sí       | No        | Sí  |
| 2004 | Crabwalk | Sí       | Sí        | Sí  |

Llargmetratge
| Any  | Títol         | Director | Guionista | Productor | Notes                                                                  |
| ---- | ------------- | -------- | --------- | --------- | ---------------------------------------------------------------------- |
| 2007 | Murder Party  | Sí       | Sí        | Executiu  | També director de càsting, director de fotografia i operador de càmera |
| 2013 | Blue Ruin     | Sí       | Sí        | No        | També director de fotografia                                           |
| 2015 | Green Room    | Sí       | Sí        | No        |                                                                        |
| 2018 | Hold the Dark | Sí       | No        | No        |                                                                        |
| 2024 | Rebel Ridge   | Sí       | Sí        | Sí        |                                                                        |

Televisió
| Any  | Títol             | Director | Productor executiu | Notes                                                                  |
| ---- | ----------------- | -------- | ------------------ | ---------------------------------------------------------------------- |
| 2013 | The Killer Speaks | Sí       | No                 | Episodi "Mad Maks: Maksim Gelman"                                      |
| 2019 | True Detective    | Sí       | Sí                 | Episodis "The Great War and Modern Memory" and "Kiss Tomorrow Goodbye" |

Només director de fotografia
- Hamilton (2006)
- 'Tis Autumn: The Search for Jackie Paris (2006) (Documental)
- Putty Hill (2010)
- Septien (2011)
- You Hurt My Feelings (2011)
- Rett: There is Hope (2011) (Documental)
- In Our Nature (2012)
- See Girl Run (2012)
- The Art of Boxing (2012) (curtmetratge documental)
- I Used to Be Darker (2013)